# コスタ・ド・デスコブリメントの大西洋岸森林保護区群
コスタ・ド・デスコブリメントの大西洋岸森林保護区群は、ブラジルの世界遺産の一つである。南アメリカ大陸の大西洋岸森林のうち、ブラジルのバイーア州南部からエスピリト・サント州北部にかけて存在する8つの自然保護区を対象とする自然遺産で、単位面積あたりで見た時の樹木の種の多様性は、世界屈指のものである。

## 登録対象
英語綴りはUNEPによる登録名称である。

### IUCNカテゴリーIa
- ウナ生物保護区（ポルトガル語版）（Una Biological Reserve）
1980年に設定された保護区で、IUCNカテゴリーは Ia（厳正自然保護区）。
- CEPLACのパウブラジル試験拠点（Pau Brasil CEPLAC Experimental Station）
ブラジルのCEPLAC（カカオ試験公社）によって1993年2月に設定された生態系保護拠点（英語版）（Ecological Station）で、IUCNカテゴリーはIa (Ecological Station) 。
- ソーレタマ生物保護区（ポルトガル語版）（Sooretama Biological Reserve）
1982年に設定された保護区で、IUCNカテゴリーはIa (Ecological Station) 。
- ヴェラクルス保護拠点の民間自然遺産保護区（ポルトガル語版）（Veracruz Station Private Natural Heritage Reserve）
1998年に設定された保護区で、IUCNカテゴリーはIa (Private Reserve)。
- リニャレシュ森林保護区（ポルトガル語版）（Linhares Forest Reserve）
ヴァレ・ド・リオ・ドセ社（Vale do Rio Doce Corporate Company）が私的に設定した保護区で、IUCNカテゴリーはIa (Private Reserve)。

### IUCNカテゴリーII
以下の登録対象のIUCNカテゴリーは全てII（国立公園）である。
- モンテ・パスコアル国立公園（ポルトガル語版）（Monte Pascoal National Park）
- パウ・ブラジル国立公園（ポルトガル語版）（Pau Brasil National Park）
- デスコブリメント国立公園（ポルトガル語版）（Descobrimento National Park）

## 緩衝地域
大西洋岸森林生物圏保護区（Mata Atlántica Biosphere Reserve）に含まれている地域が登録地域を囲んでいる。ただし、世界遺産としての厳密な緩衝地域面積は定められていない。

## 動植物
多様な熱帯林が広がる。この地域に多く見られるブラジルボク（Paubrasilia echinata、ポルトガル語: pau-brasil）の木は、ブラジルの国名の由来である。そのほか、ジュサラヤシ（Euterpe edulis）、ブラジルゾウゲヤシ（Attalea funifera）なども見られ、海岸部にはマングローブ植物も生育している。
動物はタテガミナマケモノ（Bradypus torquatus）、ホソオヤマアラシ（Chaetomys subspinosus）、ジャガーなどが生息している。

## 登録基準
この世界遺産は世界遺産登録基準のうち、以下の条件を満たし、登録された（以下の基準は世界遺産センター公表の登録基準からの翻訳、引用である）。
- (9) 陸上、淡水、沿岸および海洋生態系と動植物群集の進化と発達において進行しつつある重要な生態学的、生物学的プロセスを示す顕著な見本であるもの。
- (10) 生物多様性の本来的保全にとって、もっとも重要かつ意義深い自然生息地を含んでいるもの。これには科学上または保全上の観点から、すぐれて普遍的価値を持つ絶滅の恐れのある種の生息地などが含まれる。